# Erebia hercegovinensis
Erebia hercegovinensis är en fjärilsart som beskrevs av Hans Fruhstorfer 1916. Erebia hercegovinensis ingår i släktet Erebia och familjen praktfjärilar. Inga underarter finns listade i Catalogue of Life.